# 六線腔吻鱈
六線腔吻鱈，為輻鰭魚綱鱈形目鼠尾鱈科的其中一種，分布於中西太平洋菲律賓海域，屬深海底棲性魚類，深度445-582公尺，體長可達45公分，棲息在底中層水域，生活習性不明。